# Saillenard
Saillenard é uma comuna francesa na região administrativa de Borgonha-Franco-Condado, no departamento Saône-et-Loire. Estende-se por uma área de 17,61 km². Em 2010 a comuna tinha 806 habitantes (densidade: 45,8 hab./km²).